# Helianthemum salicifolium
Helianthemum salicifolium là một loài thực vật có hoa trong họ Nham mân khôi. Loài này được (L.) Mill. mô tả khoa học đầu tiên năm 1768.